# Pierre le Pelley I
Pierre le Pelley I (10 luglio 1736 – 1778) è stato il tredicesimo Signore di Sark dal 1752 alla morte, avvenuta nel 1778.
Figlio di Daniel le Pelley ed Elizabeth Stephens, a causa della minore età fino al 1757 la reggenza venne affidata a Elizabeth Le Lacheur, figlia di Henry Le Lacheur e Marguerite Rouget, moglie di Pierre le Pelley, figlio di Thomas Le Pelley e Rachel Robert.
Sposò Martha Careye (1738-1799), figlia di Jean Careye (1713-1779) e Judith Dobree (1714-1790). Alla sua morte gli succedette il figlio, Pierre le Pelley II.